# えなこ
えなこ（1994年〈平成6年〉1月22日 - ）は、日本のグラビアアイドル、コスプレイヤー、タレント、歌手、女優、声優、YouTuber、Twitchストリーマー。PPエンタープライズ所属。プラチナムプロダクションと業務提携を結んでいる。
愛知県名古屋市出身。
女性アイドルグループ・パナシェ!の元メンバー。パナシェ!解散後に一旦は引退するが、ファンの熱意に負け復帰する。
TV、インターネット番組や国内外の企業イベントコンパニオンに出演している。2020年4月、内閣府に「クールジャパン」のアンバサダーに任命される。

## 略歴
2006年
- 中学1年生の時にテレビで『涼宮ハルヒの憂鬱』や『ローゼンメイデン』に夢中になる。

2008年
- 中学2年生の時にコスプレイヤーの友人に誘われて一緒にコスプレを始め出す。

2012年
- 8月16日、パナシェ!のメンバーになる。以後、パナシェ!の略歴は#パナシェ!を参照。

2015年
- 3月4日、活動を再開することをTwitter（現・X）で発表。
- 11月21日、えなこがモデルを務めた写真がスタジオ合同感謝祭2015にてミミスタ賞を受賞。

2016年
- 3月24日稼働のREFLEC BEAT VOLZZA 2の収録曲「Precious☆Star DJ TOTTO feat.えなこ」に抜擢。
- 4月12日、メイドカフェ「カーニバルスターズ」のイメージガールに就任したことを発表。23日に秋葉原の店で文庫本『いづれ神話の放課後戦争〈ラグナロク〉』第3巻購入者対象のイベントを開催し、公式コスプレイヤーにも選ばれたことを発表。25日放送のテレビ愛知『アイドル応援バラエティ 千原せいじのバズ☆ドルwith松井玲奈』に出演。アシスタントとして番組を盛り立てる。28日にアプリゲーム『真空管ドールズ』の高槻姫役の声優&公式コスプレイヤーに抜擢。
- 9月15日、東京ゲームショウ2016 GREEブースの情報解禁発表会にてアプリゲーム『武器よさらば』のゆみにゃん役の声優に選ばれていることを発表。
- 11月17日、LINEのV.I.P. Pressのインタビュー記事内で「LINE BLOG OF THE YEAR 2016 新人賞」を受賞していることを報告。
- 12月28日、週刊ヤングジャンプ2017年1月23日号の巻末グラビアに登場。漫画誌初の掲載となる。

2017年
- 2月16日、週刊ヤングジャンプ2017年3月2日号はマンガ誌初掲載から2か月弱で表紙になったのが同誌史上初であった。
- 10月8日、初めての冠番組 文化放送超!A&G+『えなこの◯◯ラジオ』が始まる。
- 11月30日、「LINE BLOG OF THE YEAR 2017 グランプリ」を受賞。

2018年
- 8月1日、ファッション雑誌bisで自身初の連載が始まる。
- 11月4日、初の主催となる西日本豪雨災害・北海道胆振東部地震の義援金寄付企画 チャリティー撮影会が行われ、企画に賛同するコスプレイヤー5人が出演し、義援金268万円を集めた。

2019年
- 5月1日、事務所をPPエンタープライズに所属。衣装のプロデュースをする衣装ブランド「Par la magie -パルラマジ-」の立ち上げを発表。
- 12月16日、集英社「グラジャパ!アワード2019」SNS部門賞受賞。

2020年

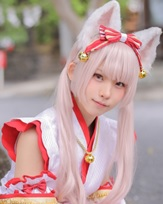
クールジャパン広報大使（2020年）

- 4月1日、内閣府からクールジャパン・アンバサダーに任命。
- 6月25日、新世紀GPXサイバーフォーミュラレーシング with RFCの公式アンバサダーに就任。
- 8月時点でインスタグラムのフォロワーが128万人を超えた。
- 12月14日、集英社のデジタルコンテンツ表彰、「グラジャパ!アワード2020」でグランプリ受賞。
- 12月31日、ももいろ歌合戦（BS日テレ・ニッポン放送・AbemaTV）へ初出場。

2021年
- 4月11日、YouTubeチャンネル開設。
- 7月、ライブ配信サイト【21LIVE】公開に伴いオープニングアンバサダーに就任。
- 7月1日、父ノ背中の副代表であるけんきと交際していることを公表。
- 8月、「えなこ夏の表紙ジャック」と題し、漫画誌、写真週刊誌など雑誌15誌の表紙を飾る。
- 11月18日、東京eスポーツフェスタ2022公式アンバサダーに就任。

2022年
- 3月4日、第8回カバーガール大賞にて、大賞のほかコミック雑誌部門・グラビア部門・20代部門を受賞し4冠を達成。2位と3位には同じ事務所に所属している伊織もえ（現在は業務提携）と篠崎こころがランクインしている。

2023年
- 2月12日、自身のYouTubeチャンネルの生配信で、Twitch（Amazonグループ）のアカウントを開設したことを発表。YouTubeで行ってきたゲーム実況・コスプレや私服の衣装披露・雑談などの生配信において、今後はTwitchをメインに行っていく。なお、YouTubeではTwitchの生配信映像に編集を施したアーカイブ動画を順次更新する形で継続。
- 2月26日、Twitchの初生配信を実施。
- 3月4日、第9回カバーガール大賞にて2年連続で大賞を受賞した。
- 7月3日、クイズバラエティ番組『呼び出し先生タナカ』（フジテレビ系列）の同日放送分において、えなこと村重杏奈（元HKT48）、なえなの、森日菜美の4人で女子ユニットを結成しデビューすることを発表。8月2日には「呼び出し先生タナカ ガールズユニット (仮) 」名義で、デビュー曲「はろー! NIPPON!!」を配信リリース。8月8日開催の「お台場冒険王2023」での番組公開収録イベントにて、観客の拍手の大きさによりユニット名が「東京湾岸がーるず」に決定した。

2024年
- 3月4日、カバーガール大賞から改称された「トップカバーアワード2023」にてコミック部門賞を受賞した。
- 7月16日、“『龍が如く』最新作 ミナト区系女子オーディション”で合格。同最新作（『龍が如く8外伝 Pirates in Hawaii』）への出演が決定した。
- 10月26日・27日、自らプロデュースする大型水着撮影イベント『えなこpresents Muse撮影会』を東京サマーランドで開催し、モデルとしても出演する。

2025年
- 3月1日、『第40回 マイナビ 東京ガールズコレクション 2025 SPRING/SUMMER』にゲストモデルとして出演。同コレクションには初出演となる。
- 3月4日、「トップカバーアワード2024」にて総合大賞とコミック部門賞を受賞した。

## 人物
- 芸名由来は、活動開始時に使用していたハンドルネームが「みなづきえりな」で、そこから「えな」になり、最後は「えなこ」に落ち着いた。「みなづきえりな」を名乗っていた理由は特になく、単純に可愛いからとか文字が良い感じだからと語っている[Q&A 2]。
- 性格は気が強くて負けず嫌い[67]。好きな動物はゴリラ、キリン[68]。2016年10月からチャムチャム（アメリカンショートヘア、雌）と暮らしている[69]。
- 2016年時点での月収は100万円以上で、夏と冬に開催されるコミックマーケットでは2日間で1億円以上を売り上げることもあった。ただし、同人写真集（電子書籍：CD-ROM）の衣装・装備品・入稿・スタジオ・カメラマンの代金は自費で賄っている[70]。2019年のテレビ番組にて売り上げは2000万円以上と語った[71]。
- 好きな色はピンク[15]。
- 本人曰く雨女で、自分に大事な行事の日はほとんど雨が降る[72]。
- 1番好きなアニメはぼくらベアベアーズ[Q&A 1]。作画が凄く綺麗で見入ってしまう神アニメは空の境界である[Q&A 1]。
- 好きな人物は田村ゆかり[Q&A 1]。
- 好きなアニメソングは、『星くず☆うぃっちメルル』（俺の妹がこんなに可愛いわけがない）[Q&A 1]。映画館で5回も観たのは『魔法少女リリカルなのは劇場版』[73]。
- 好きなアニメの男性キャラクターはルルーシュ・ランペルージ（コードギアス 反逆のルルーシュ）であり、現実の男性は趣味・仕事を理解できる人。年上だと椎名桔平が好き[Q&A 1]。黒縁メガネフェチであり。面白く格好いいという理由から宮川大輔が好き。また、番組で自身もオタクでガンプラが大好きなのを知り、メガネや趣味も合いそうだからという理由から、本郷奏多も好き[Q&A 3]。
- 結婚式はグアムとかハワイ州で挙げたい[74]。
- 好きな飲食物は烏龍茶、和食[75]。嫌いな食べ物は辛い物[68]。ダイエットは時間厳守で好きな物を食べる方法と室内筋力トレーニングを取り入れている[Q&A 1]。
- 習い事はピアノ[Q&A 4]。
- 趣味はアニメ鑑賞、カラオケ、コスプレ[3]、音楽ゲーム、美少女ゲーム[Q&A 5]。
- コスプレ衣装の手作りやウィッグをカットする程、手先が器用である[Q&A 1][Q&A 3][Q&A 4]。衣装制作の際は家中を裸でうろついている[76]。新しい写真が公開される度、ネットニュース等で話題となる事が多い[要出典]。
- 思い出の衣装はコミックマーケット79で着た『東方Project』のキャラクター「十六夜咲夜（いざよいさくや）」で、多くの人にTwitterなどで紹介され、広く知れ渡ったことが転機になった[Q&A 3]。普段は目立たない格好をしている[Q&A 6]。
- 初めてプレイしたゲームはポケットモンスター赤[Q&A 7]。リズムアクションゲームのREFLEC BEAT VOLZZA 2では、番組中にハードモードをプレイしフルコンボを達成させた腕前である[77]。他にバイオハザードシリーズやモンスターハンターシリーズ[Q&A 3]、Archeage（Aranzeb東） [要出典]など色々プレイしているゲーマーである。休日は20時間くらい寝ているか、一日中ゲームして眠たくなったら仮眠を取って過ごす[Q&A 1]。

## 出演

### イベント
2009年
- 世界コスプレサミット2009（オアシス21、8月2日）- 衣装はフランドール・スカーレット（東方Project）[78]

2010年
- コミックマーケット79（東京国際展示場、12月30日）- 衣装はいぬさくや（東方Project）[79]

2011年
- 世界コスプレサミット2011（オアシス21、8月7日）- 衣装は金色の闇（To LOVEる -とらぶる-）[80]
- コミックマーケット80（東京国際展示場、8月12日 - 14日）- 衣装は高嶺愛花（ラブプラス）パチュリー・ノーレッジ（東方Projec）金色の闇（To LOVEる -とらぶる-）[81][82][83]
- コミックマーケット81（東京国際展示場、12月29日 - 31日）- 衣装は「俺の妹がこんなに可愛いわけがない」高坂桐乃[84]

2012年
- 世界コスプレサミット2012（オアシス21、8月4日）- 衣装は木之本桜（カードキャプターさくら）[17]
- コミックマーケット82（東京国際展示場、8月10日）- 衣装はシェリンフォード（探偵オペラ ミルキィホームズ）[85]
- コミックマーケット83（東京国際展示場、12月29日）- 衣装は天乃羽衣（しゅぷれ〜むキャンディ 〜王道には王道たる理由があるんです!〜）[86]

2015年
- ACG BunGeee Vol.4（台湾台北市、6月28日）- 衣装は桃髪うさメルセーラー服（はれあめ）[87]
- コミックマーケット88（東京国際展示場、8月14日）- 衣装は筒隠月子（変態王子と笑わない猫。）[88]
- コミックマーケット89（東京国際展示場、12月29日・30日）- 衣装はクルル・ツェペシ（終わりのセラフ）春日野穹（ヨスガノソラ）[89][90]

2016年
- ニコニコ超会議2016（幕張メッセ、4月29日・30日）- 真空管ドールズブースに出演。衣装は高槻姫（ブース名）[91]。
- Lobi感謝祭2016 〜千の勇者と迷宮王国〜（アキバ・スクエア、6月4日）- 真空管ドールズコーナー、ファッションショーにいさみゆうか、御伽ねこむ、神坂琉菜、園崎まゆ (atME) と出演。衣装は高槻姫[92]。
- TSUBASU IZUMI×PALETTE 14th PROJECT ぱれっと新作発表会（秋葉原UDXシアター、8月11日）スペシャルゲストとして出演。衣装は公式コスプレイヤーにも就任する九條都（9-nine- ここのつここのかここのいろ）[93]
- コミックマーケット90（東京国際展示場、8月12日）- 真空管ドールズブースに出演。衣装は高槻姫[94]。
- 真空管ドールズ@海の家（江の島、8月31日）- 火将ロシエル、小鳥遊紗、山吹りょうと出演。衣装は遊泳型高槻姫[95]。
- 東京ゲームショウ2016（幕張メッセ、9月17日・18日）- 18日はゴー☆ジャス動画@GameMarketブースに出演。衣装はリン・シャオメイ（シャイニング・ハーツ）シシル（幻獣契約クリプトラクト）[96][97]
- ANI:ME Abu Dhabi 2016（アラブ首長国連邦アブダビ市ヤス島、10月27日）- 衣装はパンケーキ（De.えなこ）[98]
- りんくうハロウィンKAWAIIコスプレフェスin大阪（りんくうタウン、10月29日）- いさみゆうか、音梨すず、火将ロシエル、山吹りょうと出演。衣装は高槻姫[99]。
- めざましテレビ presents T-SPOOK 〜TOKYO HALLOWEEN PARTY〜 仮装パレード（お台場、10月30日）- 衣装はバンパイア[100]。
- Lobi感謝祭2016冬 〜スマホゲームコロシアム〜（大さん橋ホール、12月11日）- レイヤーはみゃこと出演。衣装はナースメイド[101]。
- コミックマーケット91（東京国際展示場、12月31日）- 真空管ドールズブースにくろねこ、園崎まゆ(atME)、橘桃奈と出演。衣装は巫女スタイル高槻姫[102]。

2017年
- オタクパリピカケイカク（渋谷clubasia、1月21日）- 衣装はバニーガール[103]。
- 高槻姫のちょこっとLove チョコお渡し会・特別撮影会（原宿The Sad Cafe STUDIO、2月5日・12日）- 衣装は純恋型高槻姫（真空管ドールズ）[104]
- 9ここいろ バレンタインイベント（アキバ☆ソフマップ1号店店頭・ソフマップ秋葉原アミューズメント館店頭、2月11日）- 衣装は九條都（9-nine-ここのつここのかここのいろ）[105]
- ヤンジャン表紙記念イベント（ソフマップ秋葉原アミューズメント館7F、2月19日）[106]
- オタクパリピカケイカク2（代官山UNIT、2月24日）- 衣装はピンクメイド[107]。
- AnimeJapan2017（東京国際展示場、3月25日・26日）- 博報堂DYミュージック&ピクチャーズ、バンダイナムコ映像音楽グループブースに出演。衣装は紗名（アリスと蔵六）[108]
- 週刊ヤングジャンプ No.30号発売記念イベント（ソフマップ秋葉原アミューズメント館、6月24日）[109]
  - No.52号発売記念イベント（同上、11月23日）[Q&A 6][110]
- コスプレイヤーオーディション COS.PRO（Future SEVEN、7月29日）- 審査員長。火将ロシエルと出演。アフターパーティーで撮影会。衣装は小悪魔囚人（【18】キミト ツナガル パズル）[111]
- 世界コスプレサミット2017（オアシス21、8月6日）- 衣装はキズナアイ（バーチャルYouTuber）[112]
- コミックマーケット92（東京国際展示場、8月13日）- 衣装はキズナアイ[113]。
- C3AFA TOKYO 2017（幕張メッセ、8月26日・27日）- ソニー・ミュージックグループブースに出演。衣装は鹿目まどか（マギアレコード 魔法少女まどか☆マギカ外伝）[114]
- 東京ゲームショウ2017（幕張メッセ、9月22日 - 24日）- Exys、フジゲームス、GREEブースに出演。衣装は藤崎由愛（次世代YouTuber）オルディナ（オーディナルストラータ）ゆみにゃん（武器よさらば）[115][116][117]
- めざましテレビ presents T-SPOOK 〜TOKYO HALLOWEEN PARTY〜 仮装パレード（お台場、10月21日）- 衣装は魔女のシンデレラ[118]。
- 池袋ハロウィンコスプレフェス2017（東池袋中央公園、10月28日）- 衣装は魔女のシンデレラ[119]。
- アニメ「レイヤードストーリーズ ゼロ」の第1話完成披露試写会（東京、11月18日）- 公式コスプレイヤーに就任。衣装はノア[120]。
- C3AFAシンガポール2017（サンテック・シンガポール国際会議展示場、11月25日・26日）- 25日のニコニコ生放送でIrisと初MC。衣装はSEIKA 2017Ver.（AFA公式キャラクター）[121]
- イオンモール幕張新都心にて防犯・交通安全キャンペーンと一日警察署長委嘱式（千葉市美浜区、12月14日）- 千葉西警察署の一日警察署長として委任された[122]。
- コミックマーケット93（東京国際展示場、12月30日）- 30日はアニメイトグループブースに出演。衣装は蛇喰夢子（賭ケグルイ）[123]

2018年
- TOKYOアニメツーリズム2018（秋葉原UDX、1月28日）- 衣装はティターニアVer.アスナ（ソードアート・オンライン）[124]
- ELFy Vol.2号発売記念イベント（ソフマップAKIBA4号店アミューズメント館、2月17日）- 滝口ひかり、滝口きらら、木乃伊みさとと出演[125]。
  - Vol.3号発売記念イベント（同上、7月22日）- 篠崎こころ、裕木真生と出演[126]。
- 週刊ヤングジャンプ No.14号発売記念イベント（アニメイト秋葉原イベントスペース、3月10日）[127]
  - No.32号発売記念イベント（ソフマップAKIBA4号店アミューズメント館、7月16日）[128]
  - No.2号発売記念イベント（同上、12月16日）[129]
- AnimeJapan2018（東京国際展示場、3月24日）- バンダイナムコグループブースに出演。衣装はenako ｢新ACT｣（レイヤードストーリーズ ゼロ）[130]
- 科学アドベンチャーライブ2018 -SINGULARITY-（中野サンプラザ、4月30日）- 亜咲花、彩音、いとうかなこ、今井麻美、佐々木恵梨、純情のアフィリア、鈴木このみ、Zwei、ファンタズム（FES cv.榊原ゆい）と出演[131]。
- C4 LAN 2018 SPRING（ベルサール高田馬場、5月11日）[132]
- ビジュアルクイーン撮影会inとしまえん（6月23日）- 伊織もえ、川崎あや、水沢柚乃、山吹りょう、他と出演[133]。
- XFLAG PARK2018（幕張メッセ、6月30日・7月1日）- ゴー☆ジャス動画からよきゅーんと出演[134]。
- アニメ・エキスポ2018（ロサンゼルス・コンベンション・センター、7月）- STEINS;GATEの公式コスプレイヤーとして参加[76]。
- コミックマーケット94（東京国際展示場、8月10日・12日）- 10日は5pb.ブースに出演。衣装は牧瀬紅莉栖（STEINS;GATE）12日はYostarブースに出演。衣装は愛宕（アズールレーン）コスプレエリアはティターニアVer.アスナ（ソードアート・オンライン）[135][136][137]
- ブレフェス2018（東京国際展示場、9月9日）- ゴー☆ジャス動画ブースに出演[138]。
- 東京コンセプション 先行発表会（品川インターシティ、9月10日）- りゅうちぇると出演[139]。
- えなこの○○ラジオテーマソングCD OOps!! 発売記念イベント（アニメイト横浜、9月15日）[140]
  - （タワーレコード渋谷店・新宿店、9月24日）
  - （HMVエソラ池袋、9月29日）
  - （アニメイト大阪日本橋 5Fイベントスペース、10月6日）
  - （第3太閤ビル、10月8日）
  - （あるあるCity B1Fスタジオ、10月20日）
  - （アニメイト札幌、10月27日）
  - （アニメイト仙台、10月28日）
  - （アニメイト秋葉原 B1Fイベントフロア、11月17日）
- Azurlane 1st Anniversary（ベルサール秋葉原、9月17日）- 公式コスプレイヤーに就任。コスプレイベントスペシャル撮影会に伊織もえと出演。衣装は愛宕[141]。
- 東京ゲームショウ2018（幕張メッセ、9月23日）- DMM GAMESブースにいさみゆうか、篠崎こころと出演。衣装はリュイン（UNITIA 神託の使徒×終焉の女神）[142]
- パチスロ ダンジョンに出会いを求めるのは間違っているだろうか 新機種展示会（秋葉原UDX、9月27日）- 衣装はヘスティア[143]。
  - 導入直前イベント（パセラリゾーツAKIBA マルチエンターテインメント7F、11月18日）[144]
- 西日本豪雨災害・北海道胆振東部地震の義援金寄付企画 チャリティー撮影会（スターライズタワー、11月4日）- 初の主催撮影会。伊織もえ、火将ロシエル、くろねこ、篠崎こころ、宮本彩希と出演[31]。
- ホココス2018 ver.秋 〜南大津通歩行者天国COSPLAY〜（南大津通、11月11日）- オープニングイベントにウサコ、小栗徳丸、ジャッキー道斎と出演[145]。
- 東京コミコン2018（幕張メッセ、12月2日）- ビオレブースの文化放送「レコメン!」の公録イベントに出演。衣装はスーパーガール (DCコミックス)[146]
- ジャンプフェスタ2019（幕張メッセ、12月22日・23日）- エイリムブースにはじめしゃちょー、AKIHITOと出演。衣装はトルナ（MIST GEARS）[147]
- コミックマーケット95（東京国際展示場、12月30日・31日）- 30日はボートレース多摩川ブースに出演。衣装は静波まつり[148]。東京臨海広域防災公園コスプレエリアにてアルティメットまどか（魔法少女まどか☆マギカ）[149]。31日はとなりの吸血鬼さん withフロンティアワークス＆ムービックブースでヘスティア（ダンジョンに出会いを求めるのは間違っているだろうか）[150]

2019年
- 東京オートサロン2019（幕張メッセ、1月11日 - 13日）- osoba（ドワンゴ・本田技研工業の共同プロジェクト）ブースに出演。衣装は初音ミク（デザインは矢吹健太朗）[151]
- 台北ゲームショウ2019（中国語版）（台北世界貿易センター、1月26日・27日）- XFLAGブースに篠崎こころ、鈴木愛梨、Momo、よきゅーんと出演。衣装は進化ソロモン（モンスターストライク）[152]
- ELFy girl発売記念撮影会（みらい館大明、2月2日）[153]
- 劇場版 ダンジョンに出会いを求めるのは間違っているだろうか -オリオンの矢- 舞台挨拶（新宿ピカデリー、2月16日）- 内田真礼、細谷佳正、水瀬いのりと出演。衣装はヘスティア[154]。
- ELFy Vol.4号発売記念イベント（ソフマップAKIBA4号店アミューズメント館、2月23日）- 篠崎こころ、裕木真生と出演。衣装はコウモリ[155]。
- Anime Japan2019（東京国際展示場、3月23日・24日）- 23日はDMM GAMESブースに伊織もえと出演。衣装はレン（Witch's Weapon -魔女兵器-）[156]24日はKLabGamesブースにゴー☆ジャス動画メンバーで出演。衣装は雪村螢子（幽☆遊☆白書）[157]
- えなこ1stメジャー写真集発売記念カウントダウンパーティー（新宿BATUR TOKYO、3月27日）- ゲスト:桂正和[158]。
- えなこ1stメジャー写真集『えなこ cosplayer』発売記念イベント（ソフマップAKIBA4号店 アミューズメント館8F、3月30日）[159]
  - （アニメイト札幌、4月13日）
  - （ソフマップなんば店、4月20日）
  - （ソフマップ仙台駅前店 E BeanS、4月27日）
- 映画賭ケグルイ撮影会付き舞台挨拶（池袋ヒューマックスシネマ、5月12日）- 衣装は早乙女芽亜里[160]。
- GalaxyS10+発売記念イベント（Galaxy Harajuku、5月23日）[161]
- Electronic Entertainment Expo 2019（ロサンゼルス・コンベンション・センター、6月11日 - 13日）- EDAMAME Arcade Channelにて出演[162]。
- X-MEN:ダーク・フェニックス ファンスクリーニング（TOHOシネマズ六本木ヒルズ、6月17日）- 衣装はダーク・フェニックス[163]。

2021年
- 21LIVE オープニング記念配信（7月21日）[164]
- 21LIVE 第2回目配信（8月21日）[165]
- KANSAI COLLECTION2021 A/W（9月5日、京セラドーム大阪）[166]
- 21LIVE 第3回目配信（9月21日）[167]

2023年
- CJPFアワード2023　審査員
- 加藤純一 presents 配信者ハイパーゲーム大会 （3月26日、幕張メッセ） - TEAM もこう

2024年
- 加藤純一 presents 第2回配信者ハイパーゲーム大会（3月16日・17日、Kアリーナ横浜） - TEAM もこう[168]
- Lemino「MANGA甲子園」ゲスト出演（ブランド「ChooMia」のアクセサリー着用）
- えなこpresents Muse撮影会（10月26日・27日、東京サマーランド） - 主催者兼スペシャルゲストモデル[169][61][62]

2025年
- 第40回 マイナビ 東京ガールズコレクション 2025  SPRING/SUMMER（2025年3月1日、国立代々木競技場 第一体育館） - 「TOKYO RESIDENT STAGE」ゲストモデル[170][65]

### テレビ番組
- アイドル応援バラエティ 千原せいじのバズ☆ドルwith松井玲奈（2016年4月25日 - 2017年1月5日、テレビ愛知） - アシスタント[23]。
- NEWSな2人（2016年7月30日・9月24日、TBSテレビ） - 共に火将ロシエルと出演[70][171]。
- 佳代子の部屋〜真夜中のゲーム会議〜（2017年4月21日 - 6月30日、フジテレビ）[172]
  - 佳代子の部屋〜真夜中のゲームパーティー〜（2017年7月7日 - 2018年3月23日、フジテレビ）
- えなこのゆるっとゲーマーズ!（2019年3月27日・8月15日・12月27日・2020年7月30日・12月25日・2021年7月10日、テレビ愛知）
- えなこの部屋（2019年11月28日・12月5日・2020年3月15日・21日、テレビ愛知）[173]
- えなコスTV（2020年1月8日 - 3月25日、TOKYO MX / 同年1月10日 - 3月27日、BS日テレ）[174][175]
- 情熱大陸「えなこ（コスプレイヤー）」（2020年12月20日、毎日放送・TBS系列）[176][177][動 6]
- オーイシ・えなこの夜の××（2021年7月29日 - 9月30日、テレビ神奈川・BS11）[178][179][180]
- えなこ×さらば森田の猫しか勝たん（2021年10月6日 - 2022年3月15日、テレビ大阪・テレビ大阪YouTubeチャンネル）[181]
- えなこのヤカタ（2021年11月9日 - ・テレビ愛知） - 毎月第2・第4火曜日に隔週レギュラー放送[182]
- 呼び出し先生タナカ （2022年5月22日 - 、フジテレビ） - 生徒 ※不定期出演[183][184][動 7]
- 大学生ぃぃeeeee!（2024年1月7日 - 3月31日[注 2]、テレビ東京） - ナレーション[185]
- 開運!なんでも鑑定団（2024年4月2日放送鑑定依頼人としてゲスト出演[186]）
- Google Pixel presents ANOTHER SKY（2024年11月23日、日本テレビ） - メインゲスト、訪問地：愛知県名古屋市 / 兵庫県西宮市[187][188][動 8]
- ローカル路線バス乗り継ぎ対決旅 陣取り合戦（2025年2月6日、テレビ東京）[189]
- 東海ティーンズバトル（2025年3月2日 - 23日、CBCテレビ） - オーガナイザー[190][191]
- 町焼肉が好き（2025年3月8日〈初回放送〉、BS-TBS）[192]

### テレビドラマ
- 警視庁・捜査一課長2020 第8話（2020年6月25日、テレビ朝日） - 順子の部下・西森ねづ子 役
- モトカレ←リトライ（2022年4月7日 - 5月26日、テレビ神奈川 他） - 山下仁菜 役[193]
- 何かおかしい2 第6話（2023年5月10日、テレビ東京） - 本人 役
- 筋トレサラリーマン 中山筋太郎 第2弾（2024年3月28日、読売テレビ・日本テレビ） - ユイ 役[194]
- 家政夫のミタゾノ 第7シーズン 第3話（2025年1月28日、テレビ朝日） - 槙島メリル 役[195]

### ラジオ
※はインターネット配信。
- えなこの○○ラジオ（2017年 - 、文化放送超!A&G+ ※・AG-ON Premium ※→QloveR ※ / 2025年4月4日 - 、文化放送 (地上波) ） - パーソナリティ[29][196]

### ネット
- 闘会議TVの音楽番組「げーおん!」（2015年12月15日 - 2016年12月26日、ニコニコ生放送） - アシスタントMC[197]
- アメザリ平井と愉快な仲間たちによるゲーム実況チャンネル スーピコゲームス（2017年2月1日 - 2017年8月25日、YouTube）
- LiveMe（2017年6月22日 - 2019年9月25日[198]、キングソフト） - 月2回程度配信
- ゴー☆ジャス動画@GameMarket（2018年1月 - 、YouTube） - ゲストからアシスタントに昇格[199]
- TVerで学ぶ!最強の時間割 Season2 Lesson13「コスプレイヤー／えなこ」（2024年2月16日、TVer）[200][201]
- 金の亡者と狼（2024年3月13日・20日、Lemino） - スタジオMC ※全6話配信[202]
- オーイシマサヨシ×鈴木愛理のアニソン神曲カバーでしょdeショー!!（YouTube・動画、はじめてみました【テレビ朝日公式】） - ゲスト出演
  - トーク回（2024年7月27日）[203][動 9]
  - 歌唱回（2024年8月3日） - 「God knows…」（涼宮ハルヒ (平野綾) ）を歌唱[204][動 10]
- レーマス頂上決戦生放送「えなこチームvs.東雲うみチーム」（2024年9月8日、YouTube・レーシングマスター公式 / えなこ公式チャンネル 他）[205][206]

### CM
テレビ
- ミラクルニキ 1周年記念（2017年12月8 - 30日、TOKYO MX内放映）[207]
- LiveMe（2018年3月31日 - 、キングソフト）[208]
- DLsite.com『急接近篇』（2019年1月 - 、エイシス）[209]。
- 日清食品「日清焼そばU.F.O. 濃い濃いラー油マヨ」『超濃厚段積み沼CM 篇』（2020年3月18日 - ） ※みうらじゅんと共演[210]
- グーネット（2020年8月22日 - 、プロトコーポレーション）[211]
- タイヤワールド館ベスト（2020年11月7日 - 、プロトコーポレーションのグループ会社） - イメージキャラクター[212]

WEB
- 日本ケンタッキー・フライド・チキン「TARESSENCE（タレッセンス）」（2016年10月3日 - ） - サンド派族長 役。小林秀章、レディビアードと出演[3]。
- ブラザー工業「あなたのブラザーでいたい。Music is on your side」（2020年9月18日 - ）[213]
- 明治「即攻元気」（2022年5月10日 - ）[214]
- JIMOS「MAGIA」（2023年11月17日 - ） - イメージモデル。アルテミシア・レイヴンクロフト 役[215]
- キリンビール「キリン一番搾り®生ビール」（2024年3月4日 - ）[216]

### ライブ
えなこの○○ラジオ関連
ラジオでアシスタントの青木佑磨(学園祭学園)と出演。
- Animelo Summer Live 2018 "OK!"（けやきひろば、2018年8月25日）- カラオケDAMステージ[217]。
- 第6回アニ玉祭（大宮ソニックシティ、2018年10月14日）[218]
- 浜松町・グリーンサウンドフェスタ〜浜祭〜2018（東京タワー、2018年11月3日）[219]

### 映画
- 映画 賭ケグルイ（2019年5月3日、ギャガ） - 歩火樹絵里と対戦する女の 役[220]

### 舞台
- パルコ・プロデュース2025『カタシロ〜Relive vol.2〜』（2025年8月7日〈予定〉、PARCO劇場） - 患者 役[221][222]

### ゲーム
2016年
- 三国志乱舞（スクウェア・エニックス、1月22日応援団長選抜姫選挙開始）- iOS・Android端末向けのアプリゲーム。火将ロシエル、神坂琉菜と共に応援サポーターに就任。
- REFLEC BEAT VOLZZA 2（コナミデジタルエンタテインメント、3月24日）- アーケードゲーム。えなこが歌う「Precious☆Star DJ TOTTO feat.えなこ」を収録。
- ランガン キャノンボール（スクウェア・エニックス、6月27日紹介）- iOS・Android端末向けのアプリゲーム。宵闇の誘惑サキュバスのイメージキャラクターに抜擢。
- グランブルーファンタジー（Cygames、8月22日）- iOS・Android・PC端末向けのアプリゲーム。動画企画『グラブってる？』に出演。
- RPGツクール フェス（角川ゲームス、11月16日配信）- ニンテンドー3DS。「コスプレイヤー物語」を制作。

2017年
- 【18】 キミト ツナガル パズル（mobcast、6月16日 - 7月13日）- iOS・Android端末向けのアプリゲーム。コラボイベント。
- ORDINAL STRATA -オーディナル ストラータ（Fuji Games Inc.・Marvelous Inc.、2018年1月9日）- iOS・Android端末向けのアプリゲーム。事前登録者数7、15万人突破達成報酬でえなこスペシャルフォト公開。
- レイヤードストーリーズ ゼロ（バンダイナムコエンターテインメント、12月8日配信）- iOS・Android端末向けのアプリゲーム。公式コスプレイヤーに就任。

2018年
- UNITIA 神託の使徒×終焉の女神（DMM GAMES、7月31日配信）- iOS・Android端末向けのアプリゲーム。リュインの公式コスプレイヤーに就任。

### 声優
Webアニメ
- 変形少女 第2話（2017年、りん）[232]

テレビアニメ
- おとなの防具屋さん（2018年、予告ナレーション、魔王）
  - 裏面（2019年、魔王）
- 八十亀ちゃんかんさつにっき 2さつめ（2020年、おことわり）
- おとなの防具屋さんII（2021年、予告ナレーション、魔王）
- 遊☆戯☆王ゴーラッシュ!!（2022年 - 2023年、魔法羊女メェ〜グちゃん[233]、エナジーこぴこ）
- お兄ちゃんはおしまい!（2023年、ニコララ）

ゲーム
- 真空管ドールズ（2016年、高槻姫）- 公式コスプレイヤー[24]。
- 武器よさらば（2017年、ゆみにゃん）[25]
- 【18】キミト ツナガル パズル（2017年、小悪魔怪盗えなこ・小悪魔囚人えなこ）- 公式コスプレイヤー[228]。
- ミトラスフィア x ゴー☆ジャス動画のコラボイベント 宇宙海賊襲来（2017年、えなこ）[234]

その他
- 矢場とんオリジナルアニメ「大須のぶーちゃん」（2019年 - 、センチネル[235]、まいまい[236]）

### モデル
- メンズファッションプラス 男性服の通販サイト（2015年9月20日 - ） - 着用モデル[237][Q&A 3]。
- Carnival☆Stars（2016年4月12日 - 2018年9月30閉店） - イメージガールに就任[21]。
- ERIMOさんデザイン「スイーツ下着」三次元化プロジェクト（CAMPFIRE、2016年12月17日） - 着用モデル。あまつ、あんにゅい豆腐、涼本奈緒(atME)、ツナマヨ、のらねこ、ふとんと出演[238]。
- TOKYO COSPLAY（東京の風景とコスプレイヤーが織り成すgifアートの世界）（2017年9月6日 - ） - プロデュース兼被写体モデル[239]。
- モバレコAirのメールマガジン　GL プレミアムメンバーズ（株式会社グッド・ラック、2019年3月24日 - 3月31日） - アンバサダーに就任[240]。
- うまびクイーン Spring&Summer’19（日本中央競馬会、2019年3月） - うまびPEOPLEのメンバーに就任[241]。
- 週刊プレイボーイ、週刊ヤングジャンプのデジタル写真集プロモーションキャンペーン『グラデジ!』（2019年3月28日 - 4月8日、集英社） - キャンペーンガール。ヤンジャンから川崎あや、武田玲奈と就任。週プレは小池里奈、小宮有紗、志田友美が就任[242]。
- Galaxy発売10周年記念 Galaxy Championship（サムスン電子、2019年5月22日） - アンバサダーに就任[161]。
- 合宿免許WAO!!（インター・アート・コミッティーズ、2019年6月1日 - 2021年5月） - 応援ガールに就任[243]。

### プロデュース
- LiT（KSプロダクション、2018年6月） - 衣装をプロデュース[244]。
- フォトジェニックライトReimi（ブラザーエンタープライズ、2018年11月8日） - 携帯用自撮りライト[245]。
- Par la magie -パルラマジ-（2019年5月） - 衣装をプロデュース[32]。

## 書籍

### 写真集

#### 同人
電子書籍 (CD-ROM)
- エナプラス+（2011年2月6日）
- えなことLOVEる（2011年10月15日）
- 東方えなこりん（2011年10月15日）
- えな卒 〜Last High School〜（2012年3月27日）
- Enacat（2012年8月11日）
- えなコレクション 〜Memorial〜（2012年12月3日）
- 虚空のカナリア（2013年2月1日）
- MiniEnakoRin（2013年2月1日）
- ウチは男の娘。（2015年12月31日）
- 中華娘娘（2015年12月31日）
- Maid in Enakorin（2015年12月31日）
- えな卒 〜after school〜（2016年3月15日）
- Little Tea Party（2016年8月13日）

小冊
- Sweetie Baby Doll（2016年8月13日）
- Sweets Collection（2016年12月29日）
- W:WONDERLAND（2016年12月29日）
- 健全育成（2017年8月11日）
- Trick or Treat?（2017年12月29日）
- Milcream（2017年12月29日）
- いちごまつり（2018年8月11日）
- 観葉少女-Plant girl Planet-（2018年8月11日）

同人出典はまんだらけ通販を閲覧。

#### 出版社
ソロ
- えなこ cosplayer（集英社、2019年3月28日、撮影：桑島智輝）ISBN 978-4-08-780861-2
- OFF COSTUME（宝島社、2021年9月21日、撮影：中村和孝）ISBN 978-4299020697
- えなこ cosplayer 2（集英社、2023年6月21日、撮影：桑島智輝）ISBN 978-4087901283
- エピローグ（集英社、2025年9月6日）ISBN 978-4087902075

グループ
- 東京湾岸がーるず写真集 えもなむ（講談社、2023年11月8日）ISBN 978-4-06-533309-9

オムニバス
- 甲鉄城のカバネリ イラスト&イメージ写真集（MdN、2017年3月24日）ISBN 978-4-8443-6649-2

電子書籍（データ）
- YJ PHOTO BOOK 最高機密文書e-75（集英社、2018年3月29日、撮影：桑島智輝）
- YJ PHOTO BOOK えなこ座遊戯会（集英社、2018年7月12日、撮影：桑島智輝）
- YJ PHOTO BOOK えなこの名探偵（集英社、2018年12月13日、撮影：桑島智輝）
- ワールド・プリンセス（集英社、2018年12月22日、撮影：LUCKMAN）
- マーメイド・プリンセス（集英社、2019年2月25日、撮影：藤本和典）
- Calendar Girl（集英社、2021年3月8日、撮影：LUCKMAN）

### 写真展
- えなコレクションin原宿（WONDER PHOTO SHOP 2F、2018年6月15日 - 7月1日、撮影：haru wagnus）[247]

### 雑誌
- bis 9月号（2018年8月1日）- 連載、えなこ's Sweet Photo Houseが始動。

### 帯推薦文
- うらたろう 第1巻（集英社、2016年12月19日）[248]
- クノイチノイチ! 第3巻（集英社、2017年6月19日）[249]
- 「子供を殺してください」という親たち　第11巻（新潮社、2022年5月9日）

### 新聞
- 中日新聞（中日新聞社、2017年10月21日） - 「仮装の深層 ハロウィーンを前に」に掲載[250]。

## 作品

### シングル

#### ソロ
|                   | 発売日            | タイトル          | 規格品番          | 収録曲 | オリコン最高位    |
| CAT entertainment | CAT entertainment | CAT entertainment | CAT entertainment | CAT entertainment | CAT entertainment |
| ----------------- | ----------------- | ----------------- | ----------------- | --- | ----------------- |
| 1st               | 2021年7月21日     | SP-LuSH ROAD      | WAGE-13004        | 1. SP-LuSH ROAD 作詞：ZAQ、作曲・編曲・プロデュース：Tom-H@ck 2. ふたり花火 作詞：えなこ、作曲：杉下トキヤ、編曲：杉下トキヤ・RINZO | 31位              |

#### コラボレーション
|                  | 発売日        | タイトル                 | 規格品番   | 収録曲 | オリコン最高位 |
| ムービック       | ムービック    | ムービック               | ムービック | ムービック | ムービック     |
| ---------------- | ------------- | ------------------------ | ---------- | --- | -------------- |
| 1st              | 2018年8月31日 | OOps!!                   | MOEA-0001  | 1. OOps!! 歌：えなこ×青木佑磨 作詞・作曲：青木佑磨、編曲：ミヤマジュン 2. キミに♡メタモルフォーゼ 歌：えなこ×青木佑磨 作詞・作曲：青木佑磨、編曲：杉浦"ラフィン"誠一郎 3. 鋼鉄の絆 〜we are the animate〜 歌：えなこ 作詞・作曲・編曲：Massive New Krew                                                      | 69位           |
| 2nd              | 2020年8月28日 | えなこわーるど           | MOEA-0002  | 1. Colorful Fairy Voyage♪ 歌：えなこ 作詞：真崎エリカ、作曲・編曲：本多友紀(Arte Refact) プロデュース：木皿陽平(Stray Cats) 2. 届け! W○○KEND 歌：えなこ & 青木佑磨 作詞・作曲：青木佑磨、編曲：杉浦"ラフィン"誠一郎 3. おさんぽソング 歌：えなこ & 青木佑磨 作詞・作曲：青木佑磨、編曲：杉浦"ラフィン"誠一郎 | 52位           |
| ポニーキャニオン |               |                          |            | |                |
| 3rd              | 2023年2月15日 | アイデン貞貞メルトダウン | PCCG-02198 | 1. アイデン貞貞メルトダウン 歌：えなこ feat.P丸様。 作詞・作曲：やしきん 2. アイデン貞貞メルトダウン (TV size) 3. アイデン貞貞メルトダウン (えなこパートver.) 4. アイデン貞貞メルトダウン (P丸様。パートver.) 5. アイデン貞貞メルトダウン (Instrumental)                                                     | 25位           |

### アルバム

#### ミニアルバム
|                   | 発売日            | タイトル           | 規格              | 規格品番          | オリコン最高位    |
| CAT entertainment | CAT entertainment | CAT entertainment  | CAT entertainment | CAT entertainment | CAT entertainment |
| ----------------- | ----------------- | ------------------ | ----------------- | ----------------- | ----------------- |
| 1st               | 2020年12月16日    | ドレス・レ・コード | CD+DVD            | DDCZ-2269         | 33位              |

### タイアップ
| 曲名                     | タイアップ                                                       | 収録作品                                             |
| ------------------------ | ---------------------------------------------------------------- | ---------------------------------------------------- |
| OOps!!                   | 文化放送超!A&G+『えなこの○○ラジオ』オープニングテーマ            | コラボレーションシングル「OOps!!」                   |
| キミに♡メタモルフォーゼ  | 文化放送超!A&G+『えなこの○○ラジオ』エンディングテーマ            | コラボレーションシングル「OOps!!」                   |
| Colorful Fairy Voyage♪   | TOKYO MX・BS日テレ『えなコスTV』主題歌                           | コラボレーションシングル「えなこわーるど」           |
| 届け! W○○KEND            | 文化放送超!A&G+『えなこの○○ラジオ』オープニングテーマ            | コラボレーションシングル「えなこわーるど」           |
| おさんぽソング           | 文化放送超!A&G+『えなこの○○ラジオ』エンディングテーマ            | コラボレーションシングル「えなこわーるど」           |
| 名探偵君に告ぐ           | テレビ朝日系『お願い!ランキング』2020年12月期エンディングテーマ  | ミニアルバム『ドレス・レ・コード』                   |
| めたもるふぉーかす       | テレビ愛知系『えなこの部屋』1月期エンディングテーマ              | ミニアルバム『ドレス・レ・コード』                   |
| SP-LuSH ROAD             | テレビ神奈川『オーイシ・えなこの夜の××』エンディングテーマソング | シングル「SP-LuSH ROAD」                             |
| アイデン貞貞メルトダウン | テレビアニメ『お兄ちゃんはおしまい!』オープニングテーマ          | コラボレーションシングル「アイデン貞貞メルトダウン」 |

## ギャラリー
|                                                  |                                                  |  |                                   |                                   |
| シェリンフォード （探偵オペラ ミルキィホームズ） | シェリンフォード （探偵オペラ ミルキィホームズ） |  | 松嶋みちる （グリザイアシリーズ） | 松嶋みちる （グリザイアシリーズ） |
|                                                  |                                                  |  |                                   |                                   |
| 雪ミク （初音ミク）                              |                                                  |  |                                   |                                   |

## パナシェ!

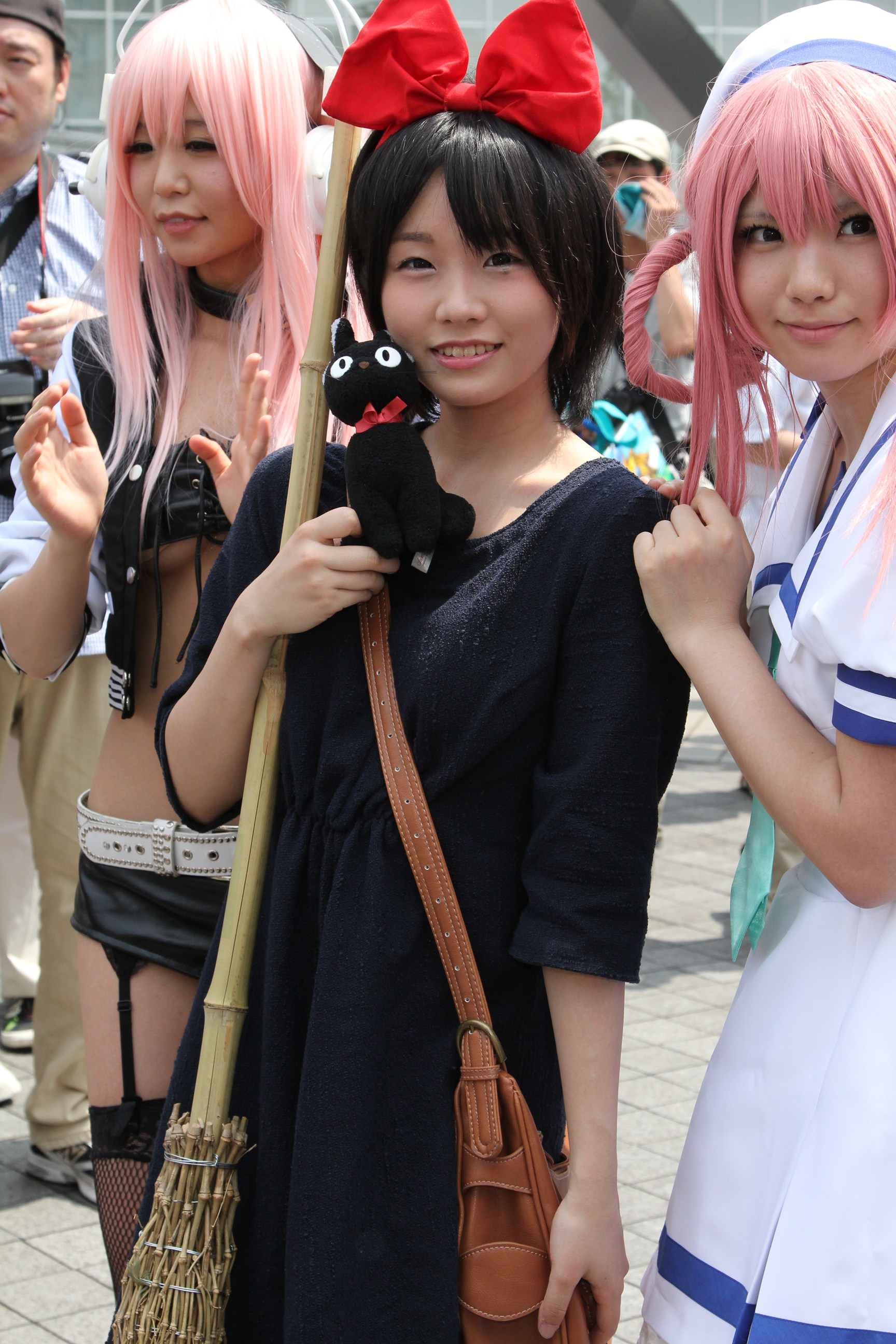
C82 (2012.8.10) のパナシェ! 左から五木あきら、くろねこ、えなこ

五木あきら、えなこ、くろねこからなるコスプレイヤー達が集うアイドルユニット。
プロデューサーはソニー・ミュージックエンタテインメントの矢山貴之で、サウンドプロデュース（作詞・作曲・編曲）はClean Tearsが担当。レーベルはソニーミュージックのデフスターレコーズ。
ユニット名の由来は、パナシェ (Panache) はフランス語で「混ぜ合わせた」を意味する。“コスプレイヤーは2次元と3次元をミックスしたものである”という考えを由来とし命名された。リーダーは不在だったがくろねこが仕切っていた。パナシェ!結成の切っ掛けはえなこである。
2012年8月16日にくろねこが「パナシェ!」を結成したことをTwitterで報告する。それに伴いパナシェ!公式インフォメーションやニュースサイトも報告する。10月24日に1stCDシングル「キラメキ未来図」をリリースしメジャーデビューを果たす。28日にニコニコ本社にてリリースイベントを行う。11月18日にSME乃木坂ビルにてデビューライブイベントを行う。12月15日に中国成都市にてイベントを行う。
2013年1月12日に秋葉原でライブイベントを行う。2月13日に2ndCDシングル「スカイビリーヴ」をリリース。17日に大阪でリリースイベント。3月3日に渋谷区でリリースイベント。27日にCDアルバム「リインカーネーション」をリリース。4月26日にパナシェ!公式インフォメーションにて解散することを発表した。

### 出演
3人出演は末尾に★、五木あきらのみは◆、えなこのみは■

#### イベント
2012年
- TeddyLoid×JH科学 ElectricAlice発売記念イベント（9月18日）MC◆[265]。
  - パナシェ! デビューライブイベント（SME乃木坂ビル、11月18日）★[266]
- マクロス×JOYSOUND直営店コラボルームオープニングイベント（池袋西口公園前、11月22日）- トークショー及び撮影会ほか■[267]。

2013年
- 秋葉原発 第3回 萌えクィーンコンテスト 決勝大会（秋葉原UDX、1月12日）- ライブ披露★[266]。

#### テレビ
- ドリームクリエイター（テレビ東京、2012年10月26日）★[268]

#### ネット
- パナシェ!「公開 （o・v・o） ネコ生スペシャル」#1 #2（ニコニコ生放送、2012年10月14・28日）★[269][270]

#### ゲーム
- 嫁コレアイドル（2012年12月14・21・28日）- iOS・Android端末向けのカードコレクションゲームアプリ★[271]。

### 書籍

#### 雑誌
- 週刊プレイボーイ 2012年9/10号（集英社、2012年8月27日）- C82コスプレレポート★[266]。
  - 11/19特大号（11月5日）- 「パナシェ!」のコスプレ、スゴイ裏側見せちゃいます!!★[272]。
- ローリング・ストーン 3月号（セブン&アイ出版、2013年2月9日） - インタビュー★[266]。

### 作品

#### CDシングル
|   | 発売日 | タイトル       | 構成                                  | 規格品番  | JAN           |
| - | --- | -------------- | ------------------------------------- | --------- | ------------- |
| 1 | 20121024 | キラメキ未来図 | CD+CD-ROM（A盤オリジナルフォト100枚） | DFCL-1936 | 4562104048686 |
| 1 | 20121024 | キラメキ未来図 | CD+CD-ROM（B盤オリジナルフォト100枚） | DFCL-1938 | 4562104048693 |
| 1 | 初回生産限定盤:メンバー名刺1枚封入（全3種よりランダム封入）、応募施策ID付チラシ封入                                |                |                                       |           |               |
| 1 | 先着購入特典:告知ポスター                                                                                          |                |                                       |           |               |
| 1 | テレビ東京「ドリームクリエイター」10月のイチオシに抜擢                                                             |                |                                       |           |               |
| 2 | 20130213 | スカイビリーヴ | CD+CD-ROM（A盤オリジナルフォト100枚） | DFCL-1981 | 4560429721055 |
| 2 | 20130213 | スカイビリーヴ | CD+CD-ROM（B盤オリジナルフォト100枚） | DFCL-1983 | 4560429721062 |
| 2 | 初回生産限定盤:メンバー名刺1枚封入（全9種より1枚ランダム封入）、ニャン餐会（メンバーと食事会）、個別撮影応募券封入 |                |                                       |           |               |
| 2 | 先着購入特典:告知ポスター                                                                                          |                |                                       |           |               |

#### CDアルバム
|   | 発売日                                                                        | タイトル             | 構成                                      | 規格品番  | JAN           |
| - | ----------------------------------------------------------------------------- | -------------------- | ----------------------------------------- | --------- | ------------- |
| 1 | 20130327                                                                      | リインカーネーション | CD+DVD+CD-ROM（A盤オリジナルフォト100枚） | DFCL-1992 | 4560429721758 |
| 1 | 20130327                                                                      | リインカーネーション | CD+DVD+CD-ROM（B盤オリジナルフォト100枚） | DFCL-1995 | 4560429721765 |
| 1 | 20130327                                                                      | リインカーネーション | CD+CD-ROM（通常盤オリジナルフォト100枚）  | DFCL-1998 | 4560429721772 |
| 1 | 初回生産限定盤:応募ID1つで個撮券orイベント招待券、3つで衣裳が当たる抽選券封入 |                      |                                           |           |               |
| 1 | 先着購入特典:告知ポスター                                                     |                      |                                           |           |               |

### Q&A
1. 1 2 3 4 5 6 7 8 9 10 11 12 13  “オタクの女神! 超絶人気のコスプレイヤー・えなこが禁断のプライベートを明かします!「男の人の顔は全く気にしないです」”. V.I.P. Press (2016年11月17日). 2019年2月16日時点のオリジナルよりアーカイブ。2016年11月17日閲覧。
2. 1 2  “コスプレイヤー・えなこ、コスプレは“愛”ジャンルとして定着させたい (1/2)”. oricon.co.jp (2016年9月2日). 2016年9月3日時点のオリジナルよりアーカイブ。2016年9月3日閲覧。
3. 1 2 3 4 5 6  “コスプレイヤー・えなこさん特別インタビュー”. メンズファッションプラス. 2016年3月23日時点のオリジナルよりアーカイブ。2016年7月5日閲覧。
4. 1 2  “インタビュー 〜第4回 えなこ〜”. asianbeat.com. 2016年4月15日時点のオリジナルよりアーカイブ。2016年7月5日閲覧。
5. ↑  “「真空管ドールズ」の開発者に今後のアップデート予定を聞いてみた”. Lobiゲームニュースアーカイブ (2016年7月13日). 2016年11月17日時点のオリジナルよりアーカイブ。2017年1月16日閲覧。
6. 1 2  “日本一のコスプレイヤー・えなこが「レトルトパウチ!」の明星幸流の衣装を着たらこうなる!”. ASCII.jp (2017年11月24日). 2017年11月27日時点のオリジナルよりアーカイブ。2017年11月27日閲覧。
7. ↑  “上坂すみれ&えなこインタビュー「えなこさんはブログを有料にするべきです!」”. ガジェット通信 GetNews (2017年9月30日). 2017年10月9日時点のオリジナルよりアーカイブ。2017年10月9日閲覧。
8. ↑  “「パナシェ!」スペシャルインタビュー”. 声優通のアーカイブ (2013年2月21日). 2016年3月31日時点のオリジナルよりアーカイブ。2016年11月17日閲覧。